# Dolichamphilius brieni
Dolichamphilius brieni är en fiskart som först beskrevs av Poll, 1959.  Dolichamphilius brieni ingår i släktet Dolichamphilius och familjen Amphiliidae. IUCN kategoriserar arten globalt som sårbar. Inga underarter finns listade i Catalogue of Life.